# Wellington Column
Koordinaten: 53° 24′ 35″ N, 2° 58′ 44″ W

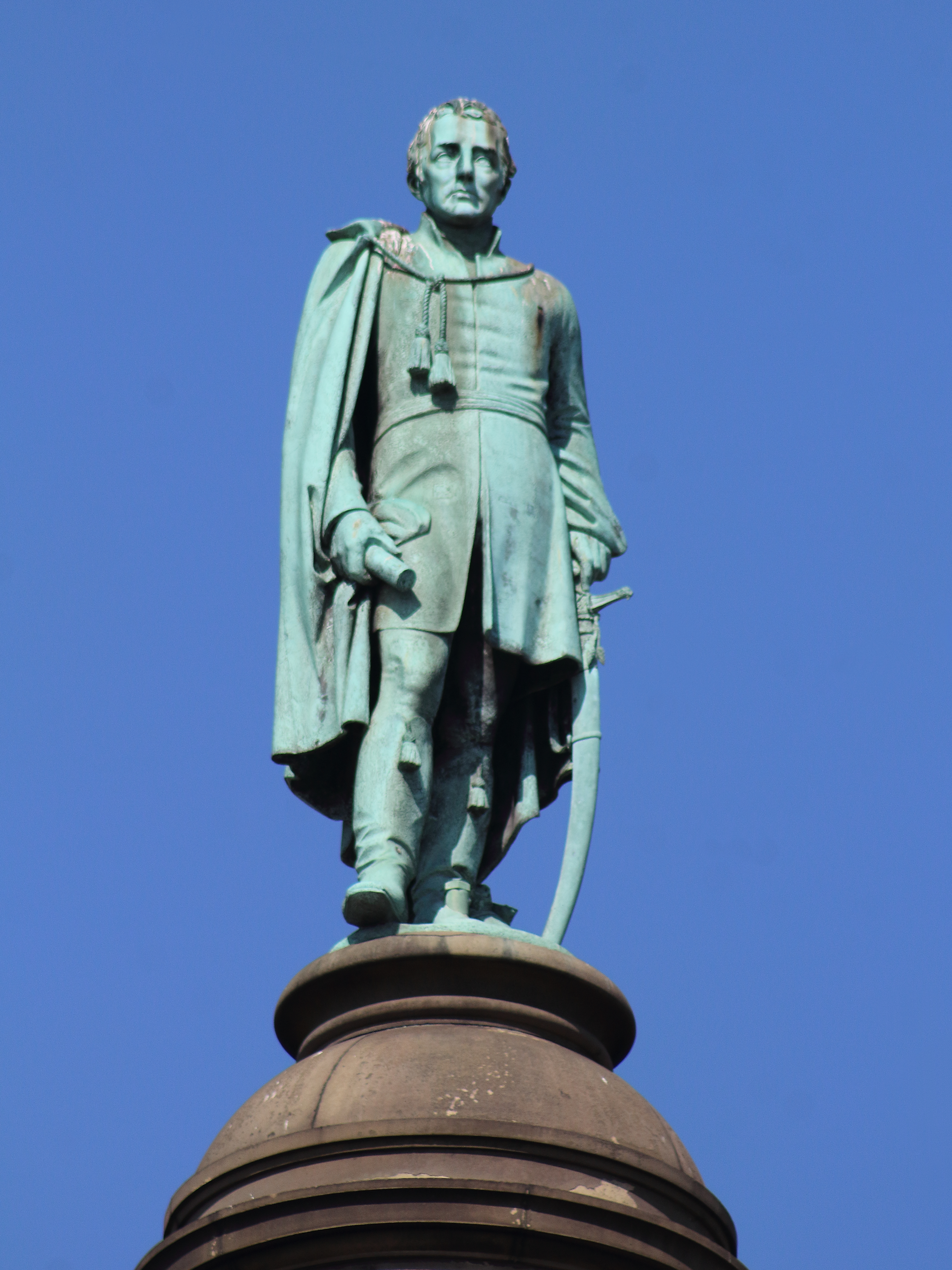
Statue des 1. Herzog von Wellington

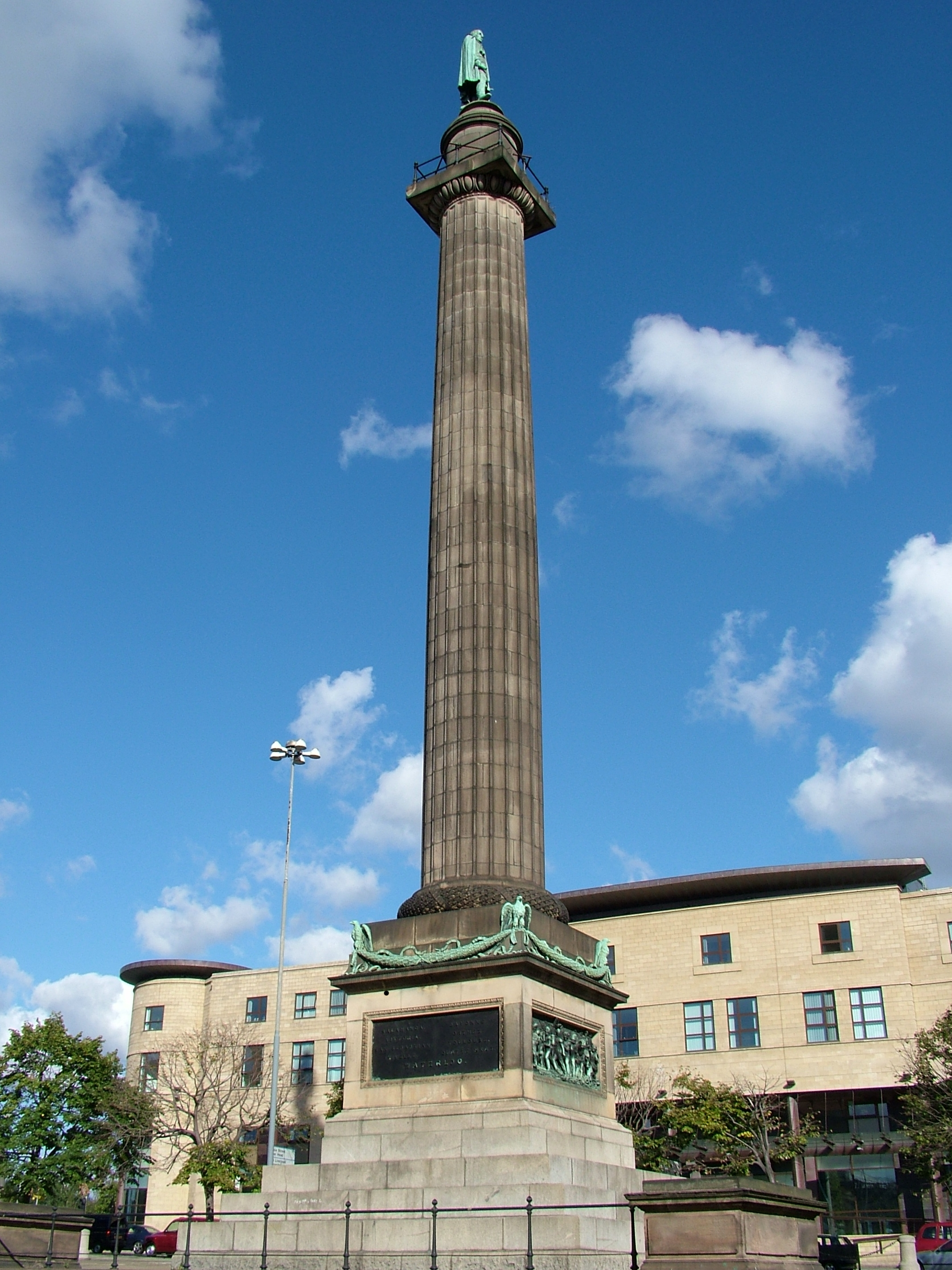
Wellington Column

Die Wellington Column oder das Waterloo Memorial ist ein Denkmal in der William Brown Street in Liverpool. Es wurde zu Ehren des 1. Herzogs von Wellington, der viele Schlachten während der Napoleonische Kriege gewann, zwischen 1861 und 1865 erbaut.
Die Säule, welche von George Anderson Lawson aus Glasgow entworfen wurde, erinnert architektonisch an den dorischen Baustil. Die Bronzefigur, die den Herzog von Wellington darstellt, steht auf der hohen, aus Sandstein bestehenden Säule und einem Sockel. Insgesamt beträgt die Höhe der Säule ca. 40 Meter (132 Fuß). An den vier Seiten des Sockels befinden sich Reliefs, die die großen Schlachten und Siege des Herzogs zeigen. Darunter die Schlacht von Talavera, die Schlacht von Vitoria, die Belagerung von Badajoz und die Schlacht bei Waterloo.
Die Statue wurde aus französischen Kanonen gegossen, die in Waterloo nach der Schlacht mitgenommen wurden.